# Resolve (canción)
«Resolve» es el tercer sencillo extraído del quinto álbum de los Foo Fighters titulado In Your Honor, editado el 22 de noviembre de 2005 en el sello RCA Records.

## Video musical
En el video musical, al inicio se ve a Dave entrando a un restaurante de sushi, al entrar se pueden observar a los otros integrantes de la banda, sentados en mesas diferentes. 
A lo largo del video se intercalan las imágenes de la banda tocando en el desierto,  en el atardecer con un gran viento soplando sobre ellos y las imágenes del restaurante. 
Al entrar Dave, es recibido por una chica de origen asiático, la cual le coquetea desde un inicio. 
En el transcurso del video se ve a Taylor Hawkins (baterista de la banda) haciendo un truco con el dispensador de sal, y a Nate Mendel (bajista) haciendo una manualidad con su tenedor y su cuchara. 
Lo extraño comienza cuando un chico asiático idéntico a Dave se acerca a Taylor Hawkins y posteriormente al mismo Dave  para tomar su orden, lo cual causa una gran sorpresa para Grohl.  
Durante el video se observa a Dave muy pensativo, mirando fijamente hacia una pecera mientras espera su pedido. 
Mientras tanto Dave echa a andar su mente y comienza a imaginarse con un traje de buzo en la profundidad del mar, cuando se acerca la misma chica que lo recibe en el restaurante, personalizando a una sirena, que terminá seduciéndolo, y logrando que se vaya con ella.  
En eso comienza a sonar la canción en una grabadora, posteriormente lo mismo ocurre en una pequeña televisión de la cocina del restaurante, mientras todos los miembros de la banda comen. 
Al final del video, pasan una serie de cosas que provocan el desconcierto de todos, pues el truco que Taylor había hecho, se deshace, provocando que se derrame la sal en su mesa, al mismo tiempo en el que Nate accidentalmente golpea su copa con agua, provocando su caída, pero Chris Shiflett (guitarrista) evita que caiga al suelo, evitando también que se rompiera. 
Mientras la canción va terminando Nate le enseña a Chris a hacer la manualidad con sus cubiertos.

## Lista de canciones

### CD1
1. «Resolve»
2. «DOA» (demo)

### CD2
1. «Resolve»
2. «World» (demo)
3. «Born on the Bayou» (cover de Creedence Clearwater Revival)
4. «Resolve» (alternate video)

### Vinilo 7"
1. «Resolve»
2. «World» (demo)